# Sistema de Interconexión Eléctrica de los Países de América Central
El Sistema de Interconexión Eléctrica para Países de América Central (SIEPAC) es una interconexión de las redes eléctricas de seis países de América Central. El proyecto fue discutido desde 1987.
Las nuevas líneas de transmisión construidas conectan 40 millones de consumidores en Panamá, Costa Rica, Honduras, Nicaragua, El Salvador y Guatemala. Los primeros tramos se finalizaron en el 2011 y se finalizó el último tramo en el 2014.  La Línea SIEPAC ya está en servicio y aún con las limitaciones del Mercado Eléctrico Regional (MER) actúa como estímulo para grandes y medianos proyectos de generación regional y nacional que ven la oportunidad de concretarse.
SIEPAC es un proyecto singular que además de concretar la integración eléctrica y crear el MER permite aportar mejoras en telecomunicaciones y en aspectos ambientales. La integración eléctrica trae beneficios tangibles que trascienden los intereses nacionales, y van en beneficio directo de todos los ciudadanos de la región centroamericana. 
En junio de 2021 Guatemala denunció el tratado marco del Mercado Eléctrico Regional, por no ser funcional, y anunció su retiro del mercado centroamericano de electricidad a partir de 2031; buscará acuerdos bilaterales con sus países limítrofes.

## Descripción técnica
La Red SIEPAC incluye una línea de transmisión a lo largo de 1.800 kilómetros con una tensión de 230 mil voltios y una capacidad de transmisión de 300 megavatios entre Guatemala y Panamá, un total de 15 estaciones de transmisión, así como mejoras en los sistemas existentes. En la segunda etapa, la capacidad aumentará hasta 600 megavatios. El costo de la red SIEPAC es de 505 millones de dólares estadounidenses, esto sin contar con las interconexiones propuestas con México (EE. UU. $ 40M), Belice (EE. UU. $ 30 millones) y Panamá (EE. UU. $ 200). Con esta red se transmite energía en la región centroamericana que tiene un consumo medio entre 7 y 12 mil megavatios por hora. Esta red sirve de conexión a una red mayor en los puntos entre México y Colombia.

## Beneficios de la Línea SIEPAC
Incremento en el comercio regional de energía eléctrica e incentivo a la generación renovable. Reducción total o parcial de racionamientos de energía eléctrica derivados de condiciones de déficit de generación como consecuencia de situaciones climáticas adversas y/o fallas
Obtención de energía a menor costo para los países miembros. Realización de una planificación coordinada entre los seis países de la expansión de la generación y transmisión regional. Fortalecimiento de la Red Eléctrica Regional con nuevas inversiones de transmisión, que ha permitido mejorar el nivel de calidad y seguridad en el suministro de energía.
Se ha afirmado que el coste de la energía para los consumidores podría bajar hasta en un 20% a partir de EE. UU. $ 0,11 por kWh a EE. UU. $ 0,09 por kWh, como resultado del proyecto. Un estudio de viabilidad realizado en 1995 por Power Technologies Inc. esbozó diversos escenarios para la expansión de la demanda y suministro de energía en la región y las inversiones asociadas. El escenario medio previó que SIEPAC induciría inversiones anuales de 700 millones de dólares EE. UU. durante un período de 10 años una vez que el mercado eléctrico regional había comenzado a operar.

## Propietario y su regulación
SIEPAC es propiedad de la "Empresa Propietaria de la Red" (EPR), una empresa creada en 1999 con registro en Panamá, y que comprende servicios públicos y empresas de transmisión de los seis países participantes (75%) y el capital privado (25%). 
Los accionistas de la EPR se dividen en regionales y extrarregionales, entendiéndose que los regionales son aquellos países de América Central, mientras que los extrarregionales son España (2001), Colombia (2005) y México (2008): 
- ENEE de Honduras (Empresa Pública)
- CNFL e ICE de Costa Rica (Empresa Pública)
- INDE de Guatemala (Empresa Pública)
- ETESA de Panamá (Empresa Pública)
- ENATREL de Nicaragua (Empresa Pública)
- CEL y ETESAL de El Salvador  (Empresa Pública)
- ENDESA de España (Empresa Pública)
- ISA de Colombia (Empresa Pública)
- CFE de México (Empresa Pública)

La regulación regional está conformada por:
- El Tratado Marco y sus dos protocolos;
- El Reglamento del Mercado Eléctrico Regional;
- Las Resoluciones que emite la CRIE.

Esta regulación debe funcionar de forma armónica con las seis legislaciones de los países miembros del MER lo que implica grandes retos para su implementación.

El Tratado Marco y sus protocolos.
La arquitectura normativa del MER se define en una serie de instrumentos jurídicos y administrativos que incluyen el Tratado Marco del Mercado Eléctrico de América Central, suscrito en diciembre de 1996; el Primer y Segundo Protocolos al Tratado Marco, oficializados en junio de 1997 y abril de 2007 respectivamente; el Reglamento del Mercado Eléctrico Regional (RMER) y las Resoluciones Normativas de la Comisión Regional de Interconexión Eléctrica (CRIE). Estos instrumentos definen los principios, reglas, procedimientos y mecanismos para el funcionamiento del MER en forma dinámica.
El Tratado Marco, piedra angular del MER y el SIEPAC está encaminado a la formación y crecimiento gradual de un Mercado Eléctrico Regional competitivo, basado en el trato recíproco y no discriminatorio, que contribuya al desarrollo sostenible de la región dentro de un marco de respeto y protección al medio ambiente. 
El Tratado establece el marco jurídico regional necesario para abrir los mercados nacionales al intercambio regional, tanto en el acceso a la transmisión eléctrica, como a las oportunidades de comprar y vender electricidad entre participantes de los diferentes países
El Tratado Marco, comprendiendo la inherente dificultad de establecer un mercado regional en seis países, establece como un principio básico la Gradualidad de implementación en la región.
CRIE emitió el primer Reglamento del Mercado Eléctrico Regional (RMER) en diciembre del 2005, y el RMER inició su vigencia en 2013, por tanto para el año 2020 se llevan 7 años de operación plena del MER. 
Se han encontrado limitaciones tales como  restricciones en la infraestructura física de transmisión, así como aspectos   regulatorios 
Los organismos se reúnen periódicamente (Comisión Tripartita) en un esfuerzo permanente  atender estos retos  para resolverlos  en el futuro cercano

Mercado Eléctrico Regional (MER).
En mayo de 2000 se aprobó el diseño General del MER estableciéndolo como un séptimo mercado, superpuesto con los seis mercados o sistemas nacionales existentes, con regulación regional  y en el cual los agentes  pueden realizar transacciones internacionales de energía eléctrica.
La interconexión de los países centroamericanos se inició con interconexiones de transmisión bilateral entre países vecinos. Anteriormente, las transferencias de energía se realizaban solamente en bloques de entre 5 MW y 50 MW bajo disposiciones específicas
Las conexiones bilaterales evolucionaron hacia una línea de transmisión regional que vincula a seis países centroamericanos, que se conoce como línea SIEPAC
En vista del fuerte apoyo de los países centroamericanos al proyecto regional, se firmó en 1996, el Tratado Marco del Mercado de Electricidad de América Central, que dio lugar a la creación del MER que depende de la infraestructura del SIEPAC propiedad de la EPR
El MER funciona como una actividad permanente de transacciones comerciales de electricidad, pactadas libremente entre los agentes calificados, independientemente de su ubicación geográfica
Actualmente, Guatemala, El Salvador, Honduras, Nicaragua, Costa Rica y Panamá forman parte del MER bajo un tratado firmado por los seis gobiernos en 1996, y puesto en vigor en 1999, el Tratado Marco del Mercado Eléctrico de América Central el cual estableció la Entidad Regional de infraestructura (EPR), que es propietaria de la Línea SIEPAC. Asimismo, condujo a la creación de un regulador regional, la Comisión General de Interconexión Eléctrica (CRIE) y de un operador regional del mercado, el Ente Operador Regional (EOR)
- Para poder lograr su propósito el MER persigue los siguientes objetivos:
- Incrementar la eficiencia en el abastecimiento regional de energía
- Viabilizar proyectos de generación de mayor escala para la demanda agregada
- Incrementar la competencia y seguridad del suministro de energía eléctrica
- Viabilizar el desarrollo de la red de transmisión regional
- Promover e incrementar los intercambios regionales de energía eléctrica
- Uniformizar los criterios de calidad y seguridad operativa 
La Regulación Regional ha configurado al MER como un mercado mayorista basado en las siguientes premisas:
- En el Mercado se realizan transacciones comerciales de electricidad mediante intercambios de oportunidad producto del despacho económico regional y mediante contratos entre los agentes del mercado
- Los agentes del Mercado, a excepción de los transmisores, pueden comprar y vender energía eléctrica libremente, sin discriminación de ninguna índole, garantizándose el libre tránsito de energía eléctrica por las redes en los países miembros.
- Los agentes del Mercado pueden instalar sus plantas de generación en cualquiera de los países miembros del MER para la comercialización a nivel regional de la energía producida
- Los agentes del Mercado tienen libre acceso a las redes de transmisión regional y nacional, definiéndose la transmisión regional como el transporte de energía a través de las redes de alta tensión que conforman la Red de Transmisión Regional (RTR)
- El MER es un mercado con reglas propias, independiente de los mercados nacionales de los países miembros, cuyas transacciones se realizan a través de la infraestructura de la RTR que incluye las redes nacionales

## Financiamiento
El financiamiento ha sido el siguiente Banco Interamericano de Desarrollo US$ 253,5 millones, el BCIE US$ 109,0 millones, CAF US$ 15,0 millones, BANCOMEXT US$ 44,5 millones, DAVIVIENDA US$ 11,0 millones, Otros US$ 13,5 millones y Accionistas US$ 58,5 millones para un total de US$ 505,0 millones.
Más del 90% de los derechos de vía para la línea había sido adquirido en mayo de 2007.

## Críticas
Se ha argumentado que el proyecto no va a hacer una electricidad más barata para los consumidores en América Central y que puede aumentar los aranceles. Algunos críticos también argumentan que SIEPAC facilitará las exportaciones de electricidad a México y no contribuirá a ampliar el acceso en América Central. 
También se argumenta que gran parte de la capacidad de aumento de la generación facilitado por SIEPAC sería en forma de grandes hidroeléctricas con costos sociales y ambientales asociados. Además, existe el temor de que el predominio del sector de energía en Centroamérica por las grandes corporaciones extranjeras se incrementaría. Por último, hay algunas preocupaciones ambientales relacionadas con la línea de transmisión en sí. La Evaluación de Impacto Ambiental inicial financiado por el BID analizó solo los impactos directos de la línea de transmisión y no sus efectos indirectos de generación de energía inducida.